# Phyllostachys circumpilis
Phyllostachys circumpilis är en gräsart som beskrevs av C.Y.Yao och Shao Yun Chen. Phyllostachys circumpilis ingår i släktet Phyllostachys och familjen gräs. Inga underarter finns listade i Catalogue of Life.